# Foulcrey
Foulcrey là một xã trong vùng Grand Est, thuộc tỉnh Moselle, quận Sarrebourg, tổng Réchicourt-le-Château. Tọa độ địa lý của xã là 48° 38' vĩ độ bắc, 06° 51' kinh độ đông. Foulcrey nằm trên độ cao trung bình là m mét trên mực nước biển, có điểm thấp nhất là 283 mét và điểm cao nhất là 355 mét. Xã có diện tích 12,34 km², dân số vào thời điểm 1999 là 180 người; mật độ dân số là 14 người/km². Xã nằm 18 km về phía tây nam của Sarrebourg, thuộc Pháp từ năm 1681.

## Thông tin nhân khẩu
| 1962 | 1968 | 1975 | 1982 | 1990 | 1999 |
| ---- | ---- | ---- | ---- | ---- | ---- |
| 282  | 300  | 263  | 250  | 174  | 180  |